# Второе сражение под Хруслиной
Второе сражение под Хруслиной— сражение, произошедшее 23 июля (4 августа) 1863 года между польскими мятежниками и русскими регулярными войсками в ходе Январского восстания, одна из наиболее успешных операций повстанцев.

## Предыстория
Несколько отрядов повстанцев под общим командованием бывшего полковника царской армии, выпускника Академии Генерального штаба Михала Гейденрейха (псевдоним «Крук»), сосредоточились в районе деревень Хруслина, Бобы и Моняки, ожидая поставки оружия из-за границы. Большая часть повстанческой пехоты не имела боевого оружия – из 1400 человек 600 были вооружены пиками, сделанными из кос и топорами, 200 – охотничьими ружьями и лишь 600 имели нарезные ружья — штуцеры. Тем временем полковник Медников 21 июля (2 августа) соединился в Туробине с лёгкой колонной, высланной из Янова, и направился на Ставцы, где рассчитывал настигнуть повстанческий отряд полковника Гржимайлы (Grzymały).

## Сражение
Медников выступил из города Ужендува 23 июля (4 августа) 1863 год и был обнаружен повстанцами, которые решили принять бой. Отправив обоз в Станиславов под прикрытием 50 кавалеристов, всеми остальными силами Гейденрейх занял удобную оборонительную позицию на дороге из Хруслины в Станиславов. В первую линию он поставил отряд майора Кароля Крысинского, а остальные силы сосредоточил на очень сильной оборонительной позиции – горе, окруженной с трех сторон оврагами, которую в ходе майского боя под Хруслиной успешно защищал отряд Марцина «Лелевеля»-Бореловского.
Сражение началось около 11 утра и развертывалось постепенно. После первой атаки, самостоятельно отбитой отрядом Крысинского, полковник Медников ввел в бой новые силы, обходя Крысинского с правого фланга. Гейденрейх ввел в бой отряд Вержбицкого (из-за болезни которого отрядом командовал майор Вагнер), что позволило отразить атаку. В третью атаку Медников двинул в бой все свои силы (около 6 рот регулярной пехоты). Гейденрейх, оставив в резерве почти всех косиньеров и половину стрелков из отрядов Яроцкого и Людвика Лютинского, всех остальных стрелков из резерва выдвинул на фланги. Исчерпав резервы и поняв, что имеет дело с крупными силами повстанцев, угрожающих ему окружением, Медников около 19 часов все же решил отступить. Тогда Гейденрейх начал преследование, при этом косиньеры должны были попытаться окружить противника, а кавалерия повстанцев выдвинулась на свой левый фланг, чтобы отогнать казаков, прикрывающих отступление русской пехоты.
Русские войска отступили к деревням Хруслина, Бобы и Моняки и попытались там закрепиться, заняв строения, но под сильным оружейным огнем и угрозой окружения вынуждены были отступить обратно в Ужендов, а затем оттуда в Янов. По мнению польского историка Зелинского, отступление было беспорядочным, даже не все раненые и убитые были вывезены. Повстанцы преследовали отряд Медникова на протяжении 12 километров и даже ненадолго ворвались в Ужендов.

## Последствия
Сражение под Хруслиной 23 июля (4 августа) 1863 год стало одной из наиболее успешных операций повстанцев в ходе Январского восстания. Благодаря удачно выбранной позиции они отразили наступление крупного отряда регулярных войск, имеющих артиллерию, понеся при этом относительно небольшие потери. По данным польского историка Зелинского, потери повстанцев составили более 30 раненых и всего два убитых (однако он оговаривается что часть раненых вскоре скончалась). Потери русских войск точно неизвестны, среди повстанцев ходили слухи что в Люблин доставили 14 раненых офицеров и 100 телег с ранеными, кроме того на месте боя повстанцы обнаружили 20 убитых и раненых солдат противника. Русские источники о потерях отряда Медникова не сообщают.